# Kozłów (powiat radomski)
Kozłów – wieś w Polsce położona w województwie mazowieckim, w powiecie radomskim, w gminie Jastrzębia. Ma status sołectwa.
| SIMC    | Nazwa  | Rodzaj    |
| ------- | ------ | --------- |
| 0624278 | Pacyna | część wsi |

Wieś królewska, położona była w drugiej połowie XVI wieku w powiecie radomskim województwa sandomierskiego. Do 1954 roku istniała gmina Kozłów. W latach 1975–1998 miejscowość należała administracyjnie do województwa radomskiego. 1 stycznia 2003 roku częścią wsi Kozłów stała się ówczesna osada Pacyna. Od 2009 skomunikowane z Radomiem kursami wariantowymi linii 18.
Wieś założono w drugiej połowie XV wieku.
Wierni kościoła rzymskokatolickiego należą do parafii Zwiastowania Najświętszej Marii Panny w Jastrzębi.